# Enicospilus transvaalensis
Enicospilus transvaalensis är en stekelart som beskrevs av Cameron 1911. Enicospilus transvaalensis ingår i släktet Enicospilus och familjen brokparasitsteklar. Inga underarter finns listade i Catalogue of Life.